# Tavaerua
Tavaerua är en ö i Cooköarna (Nya Zeeland). Den ligger i den norra delen av landet och den ingår i atollen Aitutaki. Arean är 0,16 kvadratkilometer.
Terrängen på Tavaerua är mycket platt. Öns högsta punkt är 10 meter över havet. Den sträcker sig 0,5 kilometer i nord-sydlig riktning, och 0,6 kilometer i öst-västlig riktning.